# Appenzeller sennenhund
Appenzeller sennenhund är en hundras från kantonen Appenzell i nordöstra Schweiz. Den är en av fyra sennenhundar med traditionellt användningsområde som boskapshundar och vagnshundar. Hundarna från Appenzell beskrevs första gången 1853 av Friedrich von Tschudi. 1898 företogs en inventering, ett trettiotal hundar visades på hundutställning. 1906 bildades rasklubben och 1914 fastslogs rasstandarden. Rasen blev aldrig särskilt talrik och efter andra världskriget var den så gott som utdöd. 1952 återindoducerades rasen.